# Web Application Description Language
Web Application Description Language (WADL) è un linguaggio formale in formato XML utilizzato per la creazione di "documenti" per la descrizione di Web service basati su HTTP. Lo scopo di WADL è quello di semplificare e incoraggiare il riutilizzo di Web service basati su architetture HTTP già esistenti nel Web.
WADL è stato presentato all'attenzione del World Wide Web Consortium dalla Sun Microsystems il 31 agosto 2009, ma il W3C non ha tuttora in programma la sua standardizzazione. Il linguaggio è l'equivalente RESTful del Web Services Description Language (WSDL) dei Web service SOAP, il quale può essere utilizzato anche per descrivere servizi REST.

## Formato
Il servizio è descritto utilizzando un insieme di elementi resource ("risorsa"). Ciascuna di queste risorse contiene degli elementi method (in cui è possibile specificare il metodo HTTP), i quali a loro volta sono formati da una request e una o più response. L'elemento request specifica com'è rappresentato l'input del metodo, quali sono i tipi di dato richiesti ed eventuali header HTTP richiesti. L'elemento response descrive l'output del Web service, incluse le risposte di errore previste.

## Esempio
Segue l'esempio di una descrizione WADL per l'applicazione Yahoo News Search, preso dalla submission della Sun Microsystems al W3C.
```
 
<application
 
xmlns:xsi=
"http://www.w3.org/2001/XMLSchema-instance"
 

  
xsi:schemaLocation=
"http://wadl.dev.java.net/2009/02 wadl.xsd"
 

  
xmlns:tns=
"urn:yahoo:yn"
 

  
xmlns:xsd=
"http://www.w3.org/2001/XMLSchema"
 

  
xmlns:yn=
"urn:yahoo:yn"
 

  
xmlns:ya=
"urn:yahoo:api"
 

  
xmlns=
"http://wadl.dev.java.net/2009/02"
>
 

   
<grammars>
 

     
<include
 

       
href=
"NewsSearchResponse.xsd"
/>
 

     
<include
 

       
href=
"Error.xsd"
/>
 

   
</grammars>
 

 

   
<resources
 
base=
"http://api.search.yahoo.com/NewsSearchService/V1/"
>
 

     
<resource
 
path=
"newsSearch"
>
 

       
<method
 
name=
"GET"
 
id=
"search"
>
 

         
<request>
 

           
<param
 
name=
"appid"
 
type=
"xsd:string"
 

             
style=
"query"
 
required=
"true"
/>
 

           
<param
 
name=
"query"
 
type=
"xsd:string"
 

             
style=
"query"
 
required=
"true"
/>
 

           
<param
 
name=
"type"
 
style=
"query"
 
default=
"all"
>
 

             
<option
 
value=
"all"
/>
 

             
<option
 
value=
"any"
/>
 

             
<option
 
value=
"phrase"
/>
 

           
</param>
 

           
<param
 
name=
"results"
 
style=
"query"
 
type=
"xsd:int"
 
default=
"10"
/>
 

           
<param
 
name=
"start"
 
style=
"query"
 
type=
"xsd:int"
 
default=
"1"
/>
 

           
<param
 
name=
"sort"
 
style=
"query"
 
default=
"rank"
>
 

             
<option
 
value=
"rank"
/>
 

             
<option
 
value=
"date"
/>
 

           
</param>
 

           
<param
 
name=
"language"
 
style=
"query"
 
type=
"xsd:string"
/>
 

         
</request>
 

         
<response
 
status=
"200"
>
 

           
<representation
 
mediaType=
"application/xml"
 

             
element=
"yn:ResultSet"
/>
 

         
</response>
 

         
<response
 
status=
"400"
>
 

           
<representation
 
mediaType=
"application/xml"
 

             
element=
"ya:Error"
/>
 

         
</response>
 

       
</method>
 

     
</resource>
 

   
</resources>

 
</application>

```

## Strumenti

### Java
Esistono vari strumenti per generare codice Java da una descrizione WADL esistente (o viceversa):
- Apache CXF
- Java API for RESTful Web Services